# Fritz Pohlers
Franz Pohlers (ur. 1900, data śmierci nieznana) – zbrodniarz nazistowski, członek załogi niemieckiego obozu koncentracyjnego Dachau. SS-Rottenführer.
Członek Waffen-SS od 18 listopada 1942. Od listopada 1942 do lipca 1943 kierował komandami więźniarskimi w obozie głównym Dachau. Następnie od lipca 1943 do 23 kwietnia 1945 pełnił służbę wartowniczą w podobozach Friedrichshafen i Saulgen.
W procesie załogi Dachau (US vs. Johann Batoha i inni), który miał miejsce w dniu 15 listopada 1946 przed Amerykańskim Trybunałem Wojskowym w Dachau skazany został na 2,5 roku pozbawienia wolności.